# Reno County
Reno County je okres ve státě Kansas v USA. K roku 2010 zde žilo 64 511 obyvatel. Správním městem okresu je Hutchinson. Celková rozloha okresu činí 3 293 km².